# 처용
처용(處容)은 신라 헌강왕(재위 875년 ~ 886년) 때의 사람이다.

## 생애
879년 왕이 행차하여 울산 개운포(開雲浦 : 현재 울산화학공단과 온산화학공단 사이 외황강 하구 지역)에 이르렀을 때, 이상한 생김새와 괴이한 의복을 입은 용왕의 아들이라고 자처하는 처용이라는 자가 왕 앞에 나타나 노래하고 춤추며 왕을 따라 서라벌까지 왔다. 처용은 급간이라는 벼슬을 받고 달밤이면 나가 춤추고 노래하다가 마침내는 그 행방을 감추어 버렸다. 《악부(樂府)》에 그의 춤이 “처용무”(處容舞) 또는 “상염무”(想髥舞)라고 전해지고 있다. 1505년 조선 연산군 때는 내관 김처선이 처형당한 것을 연유로 공문서를 비롯한 모든 문서에서 “처(處)”자 사용을 엄금하여 이때는 처용을 풍두(豊頭)라고 하였다.

## 처용 설화
처용은 한국 민간 전승과 무속 신앙에서 하나의 신으로 숭배한다.
전설에 따르면, 처용이 외부에 출타중인 사이 역신(疫神: 질병을 전파하는 신)이 처용 아내와 동침하였다. 처용은 이를 발견하였으나 분노하지 않고 향가인 〈처용가〉를 노래 부르며 춤을 추었다고 한다. 그 인품에 감격한 역신은 처용이 있는 곳에 다시 나타나지 않겠다고 약조하고 사라졌다고 한다.
고려시대 이후 새해 초나 질병이 돌 때 문 앞에 처용 얼굴을 한 그림을 붙이면 질병이 전파되지 않는다는 믿음이 있었다.

## 해석

### 호국룡 신앙
불교 학자로 한국 고대 불교를 연구한 고익진은 자신의 저서 《한국 고대불교 사상사》에서, 처용에 관련된 내용은 신라 상대 말기와 중대 초기의 초전기 불교의 건전한 호국룡(護國龍) 신앙이 신라 하대에서 타락하고 무속화하였음을 보여준다고 해석하였다.
49대 헌강왕을 보좌한 처용은 동해 용의 아들로 자기 처(왕이 주선해 줌)의 미색을 범한 악신을 주술로 물리치고, 왕은 또 용을 위해 망해사(신방사)를 지어주고 있다. “에로티시즘”과 주술이 용신앙 속에 짙게 깔려 있음을 본다. 이것은 초전기 불교의 건전한 “호국룡” 신앙과 비교할 때 타락하고 무속화한 하대 불교의 신앙형태를 보여 주고 있는 것이다.

### 아랍, 페르시아인
처용을 아랍, 페르시아인이라고 보는 사람들은 처용 설화의 배경인 울산 개운포가 통일 신라 시대 무역항으로 번성하였던 곳이며, 많은 아라비아 사람들이 개운포에 와서 신라와 국제 무역을 하였다고 주장한다. 2010년 발견된 쿠쉬나메 내용을 주장의 근거로 삼기도 한다. 쿠쉬나메는 7세기 사산조 페르시아의 멸망 후의 시대적, 정치적 상황을 광범위하게 다루고 있는 아랍권의 서사시이다. 쿠쉬나메의 내용에 따르면, 사산조 페르시아 멸망 후 페르시아 유민들은 중국, 신라로 망명하게 된다. 삼국유사에는 “개운포에서 자욱한 안개와 함께 헌강왕 앞에 나타난 자들이 동해 용왕과 일곱 아들이고 그 가운데 막내를 경주에 데려와 벼슬을 주고 아름다운 아내를 맞이하도록 했다”라고 기록하고 있다. 이와 같은 내용은 쿠쉬나메에서 아비틴이 페르시아 유민들과 함께 “신라로 기항해 항구에서 신라왕 타이후르의 아들 가람의 영접을 받았으며, 왕정을 보좌하고 왕과의 돈독한 사이를 유지! 신라의 공주 프라랑과 결혼한다”라는 내용과 유사하다. 그 동안 한국에 알려져 있지 않던 쿠쉬나메 자료는 한양대 이희수 교수에 의해 확인됐다. 부적 모양을 보면 외국 사람처럼 생겼는데 오만 문화부 장관은 처용을 오만 사람이라고 주장하였다. 이는 2005년 당시 국무총리 이해찬이 오만을 방문했을 때 오만 문화부 장관의 인삿말에서 나온 주장이다.

## 처용과 관련된 유적, 흔적
- 망해사 : 울산 울주군 율리 영취산에는 동해 용왕을 위해 헌강왕이 지었다는 망해사가 지금도 있다. '망해사(望海寺, 바다를 바라보는 절)'의 뜻처럼 망해사에서는 처용암이 있는 외항강 하구와 동해 바다가 보인다.
- 처용리 : 처용암이 있다고 하여 붙여진 울산 온산읍에 있는 리(理)의 지명
- 처용암 : 외황강 하구에 있는 바위로 처용이 여기서 났다고 전해진다.
- 처용문화제 : 1967년부터 시작돼 울산에서 처용을 주제로 하여 매해 10월쯤 열리는 축제

## 같이 보기
- 처용 설화
- 처용가
- 처용무
- 삼국유사 券2
- 무속

## 참고 문헌
- 이 문서에는 다음커뮤니케이션(현 카카오)에서 GFDL 또는 CC-SA 라이선스로 배포한 글로벌 세계대백과사전의 내용을 기초로 작성된 글이 포함되어 있습니다.